# Râul Potrii
Râul Potrii este un râu afluent al Beliș. 